# Yumi Mizuta
Yumi Mizuta (水田 祐未, Mizuta Yumi) est une ancienne joueuse de volley-ball japonaise née le 30 novembre 1986 à Akashi. Elle mesure 1,81 m et jouait au poste de centrale. 

## Clubs
| Club                  | De        | À         |
| --------------------- | --------- | --------- |
| Université de Tsukuba | 2005-2006 | 2008-2009 |
| Hisamitsu Springs     | 2009-2010 | 2016-2017 |

## Palmarès
- V Première Ligue
  - Vainqueur : 2013, 2014, 2016.
  - Finaliste : 2012, 2015, 2017.
- Coupe de l'impératrice
  - Vainqueur : 2012, 2013, 2014, 2015, 2016.
- Tournoi de Kurowashiki
  - Vainqueur : 2013.
- Championnat AVC des clubs
  - Vainqueur : 2014.
  - Finaliste : 2015.